# Phragmatobia aragonensis
Phragmatobia aragonensis är en fjärilsart som beskrevs av Otto Staudinger 1824. Phragmatobia aragonensis ingår i släktet Phragmatobia och familjen björnspinnare. Inga underarter finns listade i Catalogue of Life.